# Faisal Iqbal
Faisal Iqbal est un footballeur international pakistanais né le 16 août 1992 à Bahawalpur. Il évolue au poste de milieu de terrain au NBP FC.